# Ременниково (Волгоградская область)
Ременниково (также Эрленбах, нем. Erlenbach) — исчезнувшее село в Котовском районе Волгоградской области, располагалось на территории Купцовского сельского поселения.
Село находилось в лесостепи, в пределах Приволжской возвышенности, являющейся частью Восточно-Европейской равнины, на левом берегу реки Мокрая Ольховка.
Расстояние до районного центра города Котово составляло 25 км, до областного центра города Волгоград - 250 км.

## Название
Наименование Эрленбах ("Ольховый ручей") поселение получило по расположению на реке Мокрая Ольховка. Наименование Ременниково получило по фамилии купца Ременникова, основавшего в 1828 году на этом месте хутор. 

## История
В 1828 году купец по фамилии Ременников основал в этом месте хутор; вскоре после того к нему поселились несколько колонистов из разных округов Камышинского уезда, для хлебопашества. Этот хутор называли Ременников хутор. В 1852 году на месте хутора основана дочерняя немецкая колония Эрленбах. До 1917 года - в составе Иловлинского колонистского округа, после 1871 года Иловлинской волости (после объединения с Семеновской волостью, переименована в Умётскую) Камышинского уезда Саратовской губернии. Основатели - выходцы из колоний Гримм, Францозен, Денгоф, Штефан, Мюльберг, Галка, Гольштейн, Шваб, Добринка.
Село относилось к лютеранскому приходу Розенберг. Деревянная церковь была построена в 1872 году. С момента основания действовала церковно-приходская школа. В 1891 году открыто русско-немецкое товарищеское училище. В 1894 году открыт фельдшерский пункт.
Земли в 1857 году - 3955 десятины, в 1910 году - 7510 десятин. В 1894 году в селе имелись 2 лавки, 1 ветряная мукомольная мельница. Имелись колёсные, ткацкие, столярные, сапожные заведения, кузницы.
В советский период - немецкое село сначала Нижне-Иловлинского района Голо-Карамышского уезда Трудовой коммуны (Области) немцев Поволжья, затем с 1922 года - Каменского, а с 1935 года - Эрленбахского кантона Республики немцев Поволжья; административный центр Эрленбахского сельского совета. В голод 1921 года родилось 66 человека, умерло 97. В 1926 году действовало сельскохозяйственное кредитное товарищество, кооперативная лавка, начальная школа. В период коллективизации организованколхоз "Ротер Штерн"; в 1931 году в селе была организована Эрленбахская МТС.
В 1927 году постановлением ВЦИК "Об изменениях в административном делении Автономной С.С.Р. Немцев Поволжья и о присвоении немецким селениям прежних наименований, существовавших до 1914 года" селу Ременниково Каменского кантона возвращено название Эрленбах.
В 1935 году - административный центр Эрленбахского кантона АССР немцев Поволжья (однако вскоре административный центр был перенесён в село Обердорф).
28 августа 1941 года был издан Указ Президиума ВС СССР о переселении немцев, проживающих в районах Поволжья. 6 сентября 1941 года немецкое население было депортировано в Западную Сибирь. После ликвидации АССР немцев Поволжья село вошло в состав Сталинградской области. 31 марта 1944 года село Эрленбах переименовано в село Ременниково II. В 1948 году село Ременниково II включено в состав Ждановского района. Вскоре после этого в названии села цифра II отпала и село стало называться Ременниково. Дата переименования не установлена. С 1963 года - в составе Котовского района. В 1973 году село исключено из учетных данных, как фактически не существующее.

## Население
Динамика численности населения по годам:
| 1859 | 1883 | 1897 | 1904 | 1911 | 1920 | 1922 | 1926 | 1931 |
| ---- | ---- | ---- | ---- | ---- | ---- | ---- | ---- | ---- |
| 612  | 999  | 1180 | 1320 | 1525 | 1560 | 1368 | 1462 | 1613 |